# Chiesa di Nostra Signora sulla Sabbia
La chiesa di Nostra Signora sulla Sabbia, in polacco Kościół Najświętszej Marii Panny na Piasku, è una chiesa cattolica di Breslavia, in Polonia.
Sorge su un'isoletta dell'Oder, nel centro della città, tutta presa dai suoi edifici monasteriali annessi. Rappresenta uno dei migliori e più antichi esempi dell'architettura gotica del Paese.

## Storia e descrizione

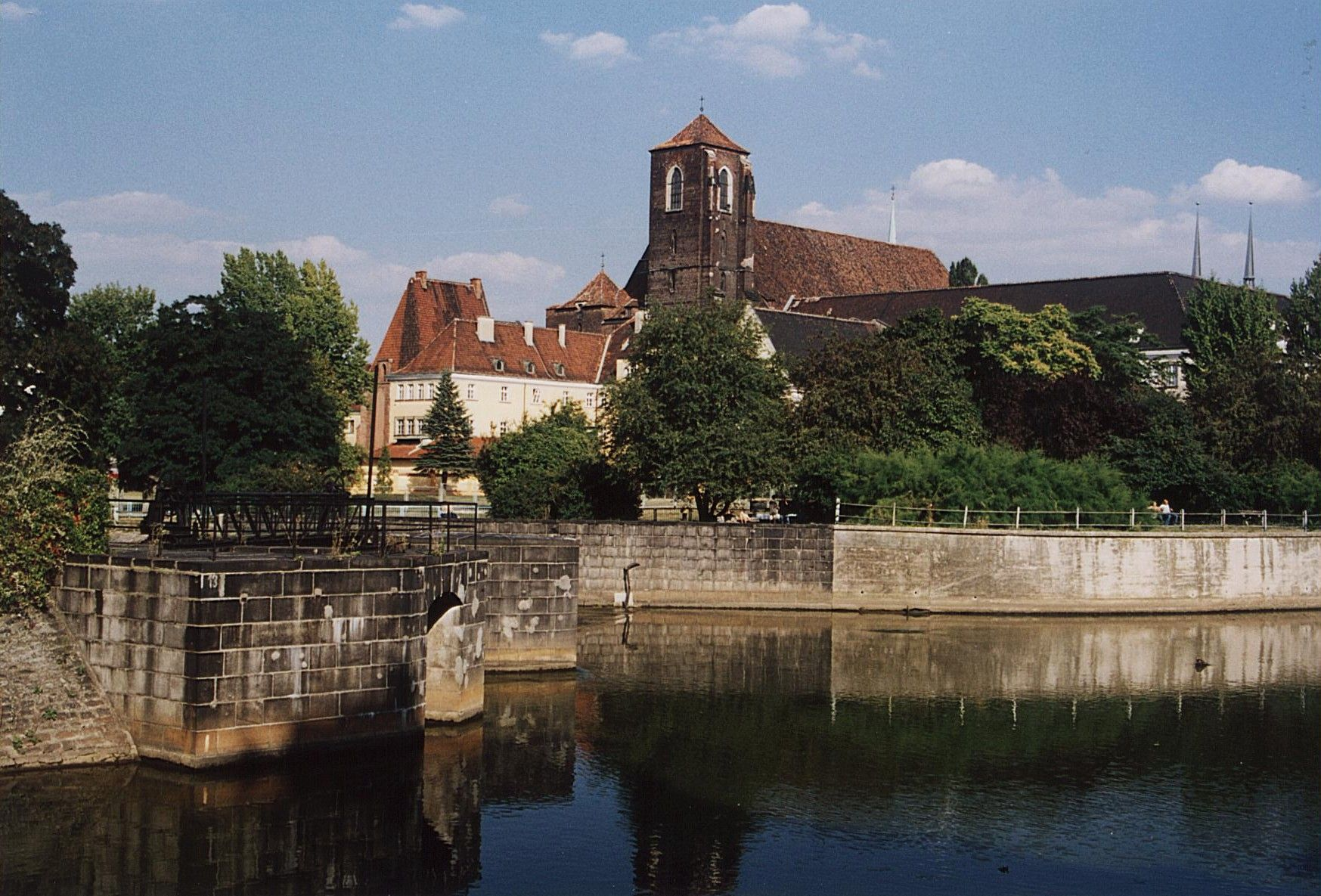
Veduta dellIsola di Sabbia col monastero, dall'Oder.

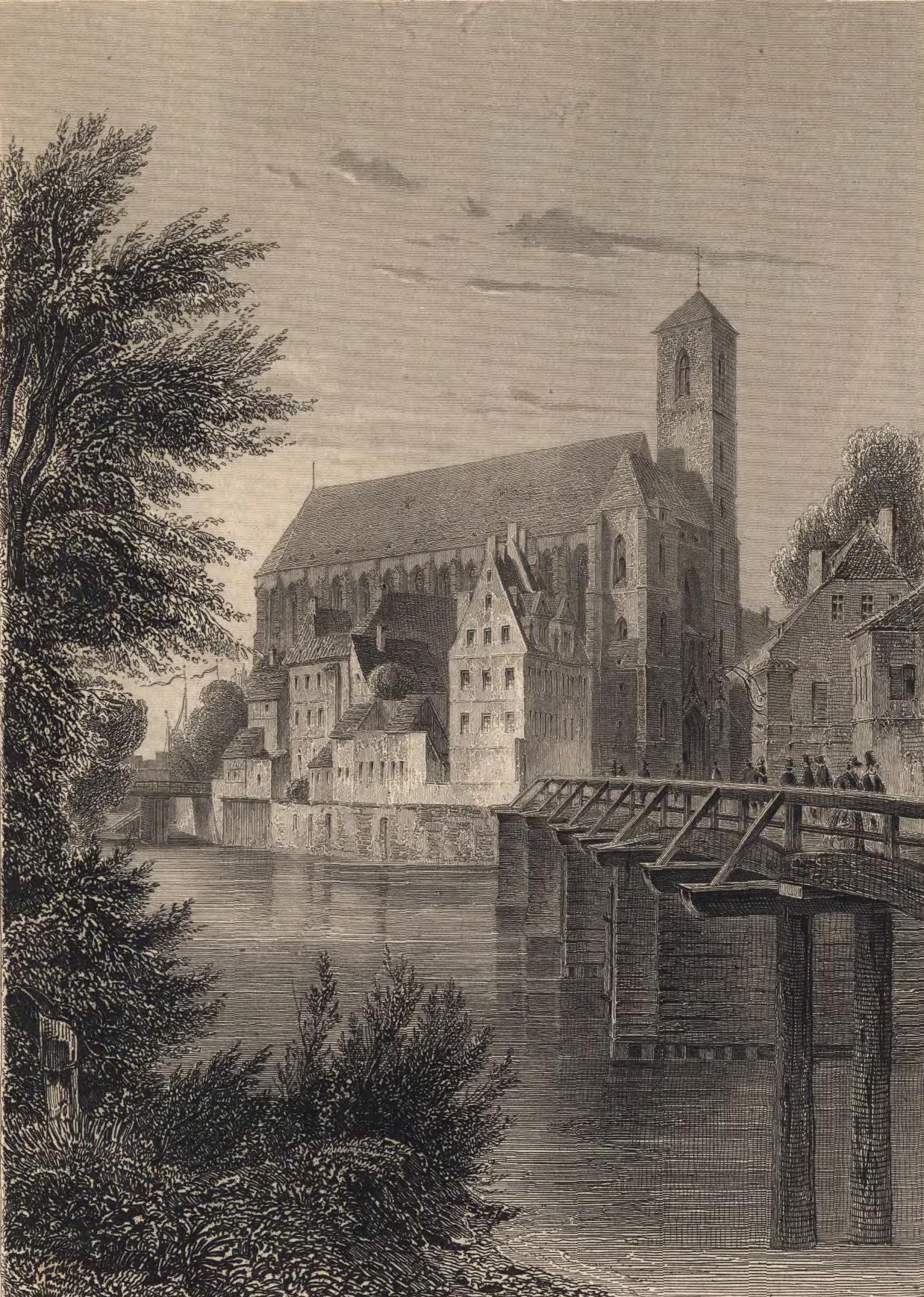
La chiesa in una stampa dell'800.

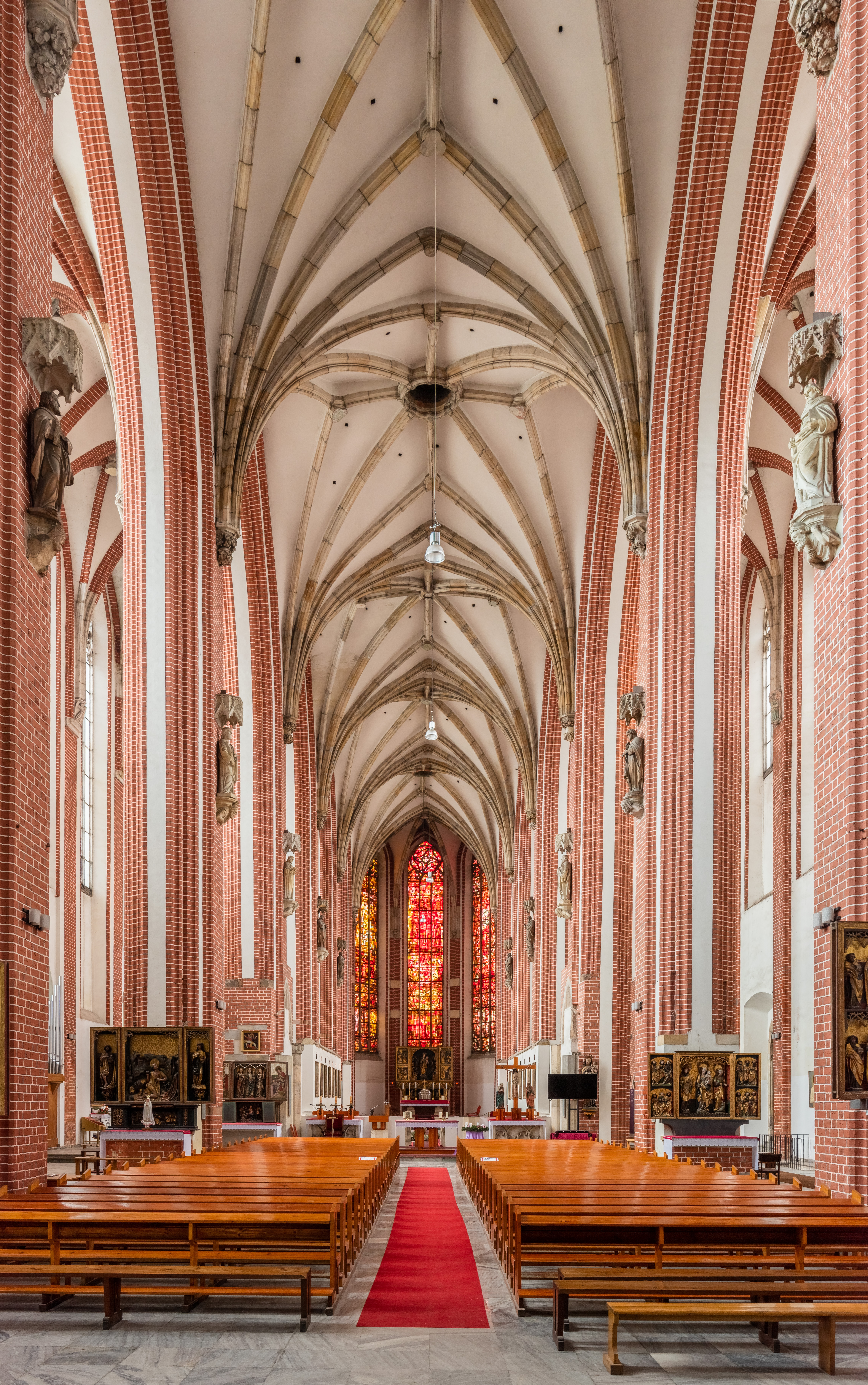
L'interno.

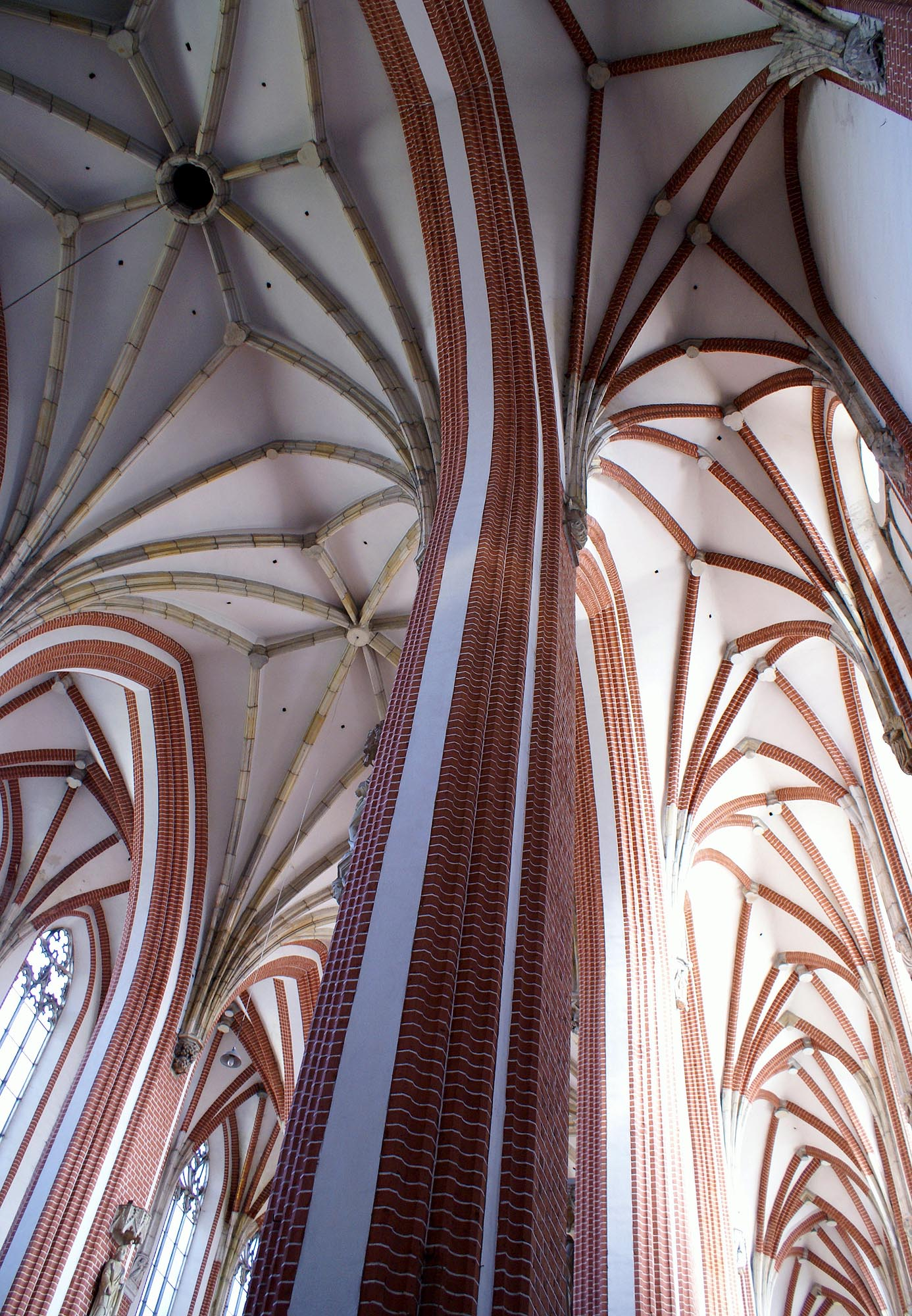
Veduta delle volte a stella.

### La prima chiesa romanica
Una prima chiesa con annesso monastero in questa piccola isola sabbiosa, donde il nome, furono probabilmente fondati dal Conte palatino e governatore Piotr Włostowic, sua moglie Maria e da loro figlio Świętosław nella prima metà del XII secolo e completati prima 1148 (secondo alcune fonti, già nel 1133). Verso il 1150 arrivarono nel monastero della Sabbia i canonici regolari agostiniani. La potente famiglia Włostowic si era fortemente ingaggiata nell'evangelizzazione della Slesia, e la chiesa venne dedicata a Maria, in onore della moglie del fondatore. L'edificio era lungo 35 metri, era fatto in granito, con transetto, cripta e due torri sulla facciata.

### La chiesa gotica attuale
Nel XIV secolo si decise la demolizione della chiesa per costruirvi, al suo posto, un edificio maggiore, l'odierno. I lavori di costruzione iniziarono nel 1334 e il progetto fu affidato al maestro Peschel (Pieszki), che previde un edificio nell'allora nuovo stile gotico, con pianta basilicale a tre navate del tipo hallenkirche e due torri gemelle sulla facciata. La costruzione venne iniziata con l'Abate Konrad di Oleśnica, venne poi consacrata nel 1369 dal vescovo Przecław Pogorzeli. Le belle volte a stella con chiavi istoriate vennero realizzate fra il 1386 e il 1395. Nel 1390 si completò la prima delle cappelle laterali, dedicata alla Sacra Famiglia.
Nel 1430 la torre sud venne completata, mentre quella nord rimase incompiuta. La copertura gotica originale venne in seguito rifatta in stile barocco. Quest'ultima andò distrutta da un fulmine il 28 o 30 gennaio del 1730, e allora sostituita con una copertura temporanea a forma di tenda, la cui caratteristica è stata conservata fino ad oggi.
Nel 1666 si eresse la  cappella della Santa Croce, su progetti di Antonio Caldini, la prima costruzione barocca di Breslavia.
Nel 1632 la chiesa venne saccheggiata dagli svedesi durante la guerra dei trent'anni. Fra il 1709 e il 1715 l'antico monastero agostiniano venne rifatto su progetto dell'architetto locale Johann Georg Kalckbrenner.
Durante la guerra dei sette anni i prussiani la destinarono deposito di munizioni.

### La seconda guerra mondiale
La chiesa e il monastero annesso serve da quartier generale dell'armata tedesca. Nel 1945, durante i combattimenti di liberazione di Breslavia, gran parte dei monumenti storici finiscono distrutti o gravemente danneggiati. Anche la chiesa sulla Sabbia brucia, perdendo tutto l'arredo interno barocco. Le opere pittoriche di Michael Willmann, il pulpito barocco di Franz Joseph Mangoldt e l'organo, vanno distrutti dalle fiamme.

### Restaurazione e ricostruzione
Una grande campagna di restauri inizia già nel 1946. A quel momento soro le pareti della chiesa erano ancora in piedi. Le volte vennero ricostruite, e gli interni sono riandati con opere scampate da altri edifici cittadini distrutti, o provenienti dal Museo Diocesano.
Solo il timpano della porta della sacrestia, con la Vergine, il Bambino e Piotr Włostowic col figlio, e il fonte battesimale romanico, provenienti dalla chiesa romanica, vi si sono conservati.
L'artista varsaviese Teresa Reklawska realizzò nel 1968 le nuove vetrate, moderne, del coro, raffiguranti Scene del Nuovo testamento.
Oggi la chiesa è officiata dai canonici lateranensi.